# Théorie des 3D
 (décembre 2012).
 (janvier 2021).
Si vous disposez d'ouvrages ou d'articles de référence ou si vous connaissez des sites web de qualité traitant du thème abordé ici, merci de compléter l'article en donnant les références utiles à sa vérifiabilité et en les liant à la section « Notes et références ».
L’expression des « 3D » ou théorie des 3D a été inventée par Henri Bourguinat dans son livre Finance internationale et a été particulièrement en vogue dans les années 1980 et 1990, période où elle touche les pays industrialisés. 
Les « 3D », désintermédiation, décloisonnement, déréglementation, sont à la racine du phénomène de mondialisation financière. On peut a posteriori y ajouter un 4e D : Dématérialisation, par l'intermédiaire du développement rapide des technologies de l'information dans les années 1990.

## Description

### Déréglementation[2]
Il s'agit de la suppression des règlements et contrôles sur les prix des services bancaires afin de faciliter une circulation plus fluide des flux financiers. Elle a historiquement débuté aux États-Unis avant de gagner le reste du monde. Hormis les harmonisations des systèmes financiers et les suppressions de frais de transferts, les innovations majeures dans ce domaine sont liées au décloisonnement (comptes NOW et Super NOW qui permettent des retraits sur des comptes à terme sous des conditions très souples). Le contrôle des changes disparait vers la fin des années 1970-1980. 
On libéralise les achats-Ventes de devises sur le marché à terme. Les cours des changes se fixent sur le marché financier aussi. En 1986 sont créés des organismes tel que la MATIF qui développe les produits dérivés de taux, et en 1987 la MONEP, où se négocient les options sur actions. Tout ceci est l'effet majeur de l'évolution de l'électronique, l'informatique, mais globalement des nouvelles technologies de l'information et de la communication nées vers la même époque (1980). On définira donc la dérèglementation comme l'abolition du contrôle des changes et des restrictions du mouvement des capitaux. 

### Désintermédiation
C'est l'accès direct des entreprises aux financements par émission de titres plutôt que par endettement auprès des investisseurs institutionnels. Cet accès direct est historiquement apparu à une période (début des années 1980) où les créances douteuses (crédit hypothécaire, renégociés ou au PED...), ou sans grand espoir d’être recouvrées s’accumulaient. Ainsi pour assainir leur bilan, les banques ont transformé les prêts que l’on avait contractés auprès d’elles en produits financiers qu’elles revendent à des particuliers, à des fonds de pension… Ainsi la désintermédiation répond selon Bourguinat à trois grands principes :
- la répartition des emprunts en petits titres de faible valeur (notamment pour des fonds ou des investisseurs individuels)
- un renouvellement régulier afin d'assurer des emprunts en période longue
- se borner au rôle d’intermédiaire, quitte à reprendre le papier émis si elle ne trouve pas d’acquéreur (c’est-à-dire en cas d’insuffisante liquidité du marché).

Ce redéploiement de l'activité bancaire modifiera profondément le bilan des banques. En France par exemple on note de la part des banques une forte diminution du rôle du crédit. Le grand inspirateur de ce second « D » est J.R. Hicks via sa théorie d'économie de marché financier, qui correspond en fait à la finance directe que nous venons d'évoquer. À titre d'exemple, la part du crédit bancaire en France et en Allemagne est passée de deux tiers à la fin des années 1970 à 50 % de nos jours. Cela entraîne donc une baisse d’activité des acteurs institutionnels, d’où le 3e « D » :

### Décloisonnement
La division classique entre banques de dépôt et banque d'investissement, c’est-à-dire entre compte courant et compte à terme, est supprimée ; la condition est de laisser une somme minimale sur le compte, entre banques et assurances, entre marché de long et court terme (qui était avant 1986 en France réservé à certaines entreprises, les ENBAMM, ayant accès au marché monétaire), du crédit en monnaie nationale au crédit en devise. Il y a ainsi concentration et repositionnement des acteurs traditionnels. Au niveau international, cela se traduit par la libre circulation des capitaux permis par l’abolition du contrôle des changes (effectif en Europe depuis 1990), et la suppression des mesures qui empêcheraient la mondialisation des banques. C'est pour cela qu'il a fallu restructurer le système bancaire. Cela consiste, aux USA à abroger le McFadden Act (1927) qui empêchait jusque-là qu'une banque soit présente dans plus de deux États à la fois. Plus tard, l’obligation d’être séparées pour les banques commerciale et d'investissement est annulée. En France on devra attendre les années 1984-1986 pour voir être libéralisé le marché financier.

## Décryptage du génome de la finance
En référence aux dérèglements monétaires récents - et notamment à la crise des crédits hypothécaires américains à risque (crise des subprimes) (août et septembre 2007), Henri Bourguinat recommande de s'attacher à ce qu'il appelle le « génome de la finance » au sens de « l'enchaînement des maillons élémentaires du matériel génétique de ce secteur ». Celui-ci, du fait de sa sophistication croissante et des chaînes d'opérations de plus en plus longues et arborescentes, crée ce qu'il appelle « un nouveau risque de système ». C'est celui-ci qui est justement apparu à la fin de l'été 2007. Il tient aux formes extrêmes prises par la titrisation de la deuxième génération. Celle-ci, à partir notamment des dérivés de crédit synthétiques (CDOs ou Collateralized Debt Obligations), permet aux établissements hypothécaires et aux banques de transférer le risque de crédit en les fragmentant presque à l'infini, littéralement en les « granularisant ».
Pour ce faire, ils « compactent » ces créances par « blocs » qui servent d'adossement à des portefeuilles d'obligations qui, eux-mêmes, sont bientôt démembrés par tranches classées par ordre de risque croissant. Ce sont ces obligations qui sont ensuite souscrites par les banques, les fonds spéculatifs, les OPCVM, un peu partout dans le monde y compris par petites « pincées » dans les placements pourtant réputés sans - ou peu - risqués.
Ces techniques - d'ailleurs souvent généralisées en dehors même du secteur immobilier pour financer des reprises de créances appelées « conduits » du type crédit aux étudiants, cartes de crédit, assurance auto, etc. à partir des structures ad hoc -, sont extrêmement puissantes, mais elles sont fragilisées dès l'instant que se posent des problèmes de liquidité qui en perturbent le refinancement. Dans ce cas, les risques correspondants, d'abord classés hors bilan, remontent dans les livres des banques et en compromettent la solvabilité. Elles n'assurent pas non plus la traçabilité du risque : les chaînes d'opérations sont si longues et compliquées qu'on ne sait plus, in fine, qui porte le risque. Elles créent enfin du risque moral (moral hazard) : comme le conducteur qui compterait trop sur sa ceinture de sécurité, les banques qui pensent pouvoir fragmenter et transférer le risque peuvent être moins attentives.
Tout cela milite pour une mise à plat du mécanisme et pour le séquençage d'un génome de la finance qui devient lui-même de moins en moins aisément contrôlable.